# Бэрд, Мэгги
Мэ́гги Мэй Бэрд (англ. Maggie May Baird; род. 30 марта 1959, Фрута, Меса, Колорадо, США) — американская актриса

, автор-исполнитель, гитаристка, сценаристка, кинопродюсер, видеоредактор и театральный педагог. Мать музыкантов Билли Айлиш и Финнеаса О’Коннелла.

## Жизнь и карьера
Мэгги родилась и выросла во Фруте, штат Колорадо, где с подросткового возраста она училась игре на гитаре и фортепиано.. Она окончила среднюю школу Фруты в 1977 году. Изучала театр и танцевальное искусство в Университете Юты, а затем переехала в Нью-Йорк, где выступала на Бродвее и Офф-Бродвее. В 1981 году дебютировала на телевидении, сыграв второстепенную роль в американской мыльной опере «Другой мир», а затем провела девять месяцев в туре с «Хрониками Хайди», где сыграла роль одной из друзей Хайди. Она сыграла бо́льшую роль Тейлор Болдуин в мыльной опере «Как вращается мир» в 1987 году, прежде чем дебютировала в кино в роли Стейси в фильме «Невинный» в 1989 году.
В 1991 году Бэйд переехала в Лос-Анджелес, штат Калифорния, где снималась в таких теле- и кинопроектах, как «Закон Лос-Анджелеса», «Мерфи Браун», «Крутой Уокер: Правосудие по-техасски» и «Застава фехтовальщиков». С 1994 по 2000 год Бэйд была участником и педагогом в The Groundlings, импровизационной и комедийной труппе и школе в Лос-Анджелесе. Будучи в The Groundlings, Бэрд преподавала и выступала с такими актёрами, как Уилл Феррелл, Кристен Уиг, и стала первым педагогом по импровизации Мелиссы МакКарти.
Бэрд была актрисой озвучивания таких видеоигр, как Mass Effect, Saints Row, EverQuest II, Lightning Returns: Final Fantasy XIII, Rogue Galaxy и Vampire: The Masquerade – Redemption. В 2000-х она также сыграла главные роли в таких телевизионных проектах, как: Сандра Хикс в «Костях» в 2009 году, Шэрон Перл в «Секретных материалах» в 2000 году и Андреа Кун в «Клиент всегда мёртв» в 2005 году .
В марте 2009 года Бэрд выпустила свой дебютный студийный альбом «We Sail» в стиле кантри, состоящий из одиннадцати треков. Бэрд написала сценарий, участвовала в продюсировании, играла и предоставила саундтрек к фильму «Жизнь наизнанку», который был выпущен в октябре 2013 года. В фильме, который исследует отношения между матерью и сыном через музыку, рассказывается о реальном сыне Бэрд — Финнеасе О’Коннелле. Гэри Голдштейн из Los Angeles Times написал: «Прекрасная демонстрация материнской любви завершает этот особенный маленький фильм на чрезвычайно трогательной ноте».

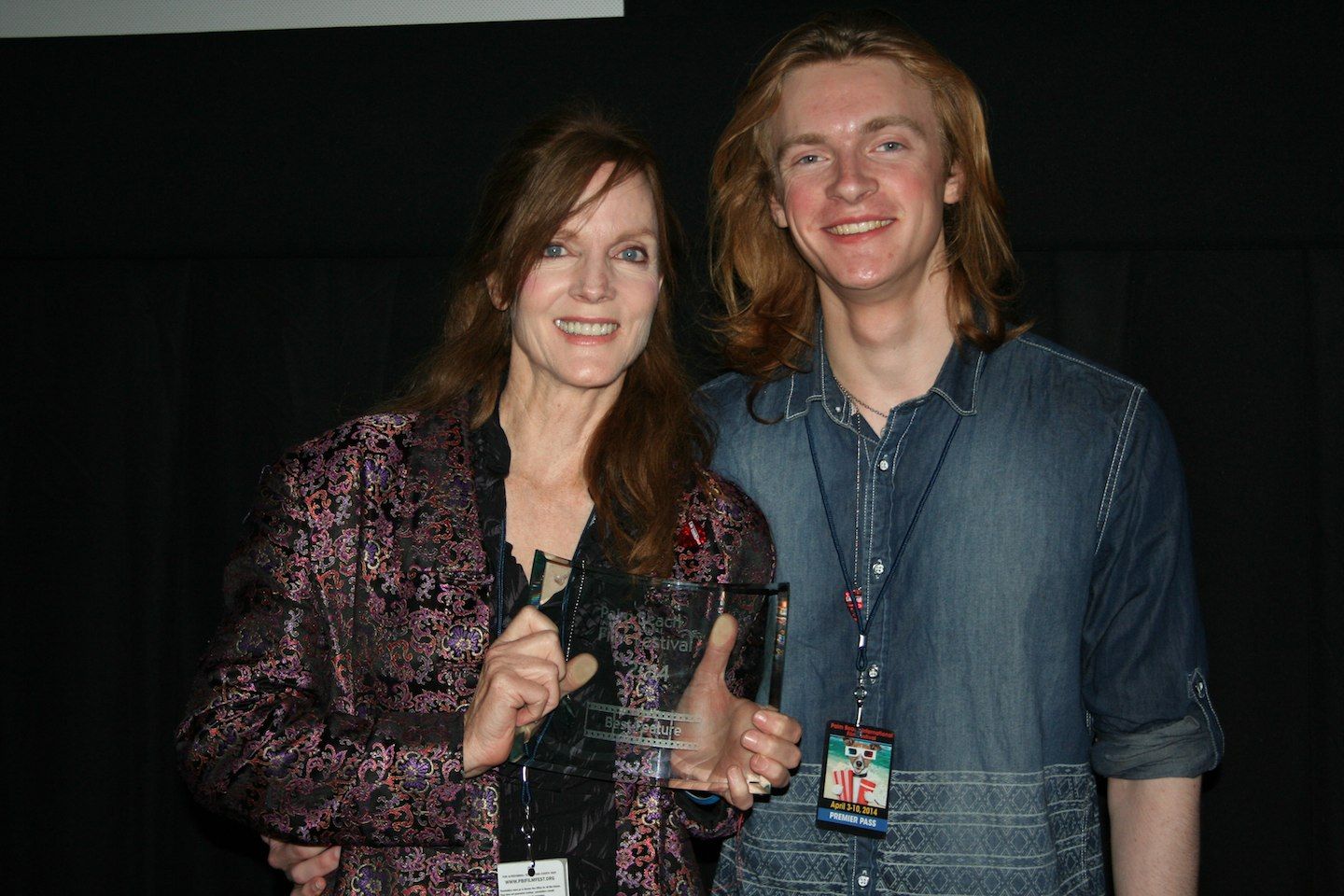
Мэгги Брэд и её сын Финнеас, продвижение проекта «Жизнь наизнанку» в 2014 году

В 2016 году Бэрд смонтировала музыкальное видео для песни «Six Feet Under», написанной её дочерью Билли Айлиш.

## Личная жизнь
- Муж — Патрик О’Коннелл (род. 7 июля 1957), актёр. Познакомилась с ним во время выступлений на Аляске, женаты с 5 августа 1995 года[5][17].
  - Сын — Финнеас Бэрд О’Коннелл (род. 30 июля 1997), певец, автор песен, музыкант, музыкальный продюсер и актёр, лауреат пяти премий «Грэмми» (2019)[5] и «Оскар» (2022, 2024).
  - Дочь — Билли Айлиш Пайрат Бэрд О’Коннелл (род. 18 декабря 2001), певица и автор песен, лауреат семи премий «Грэмми» (2021) и двух премий «Оскар» (2022, 2024).

Бэрд и её муж решили провести домашнее обучение своих детей, заявив, что: «Домашнее обучение позволяет нам делать то, что они [дети] действительно любят делать, и не иметь гигантский академический график сверху».

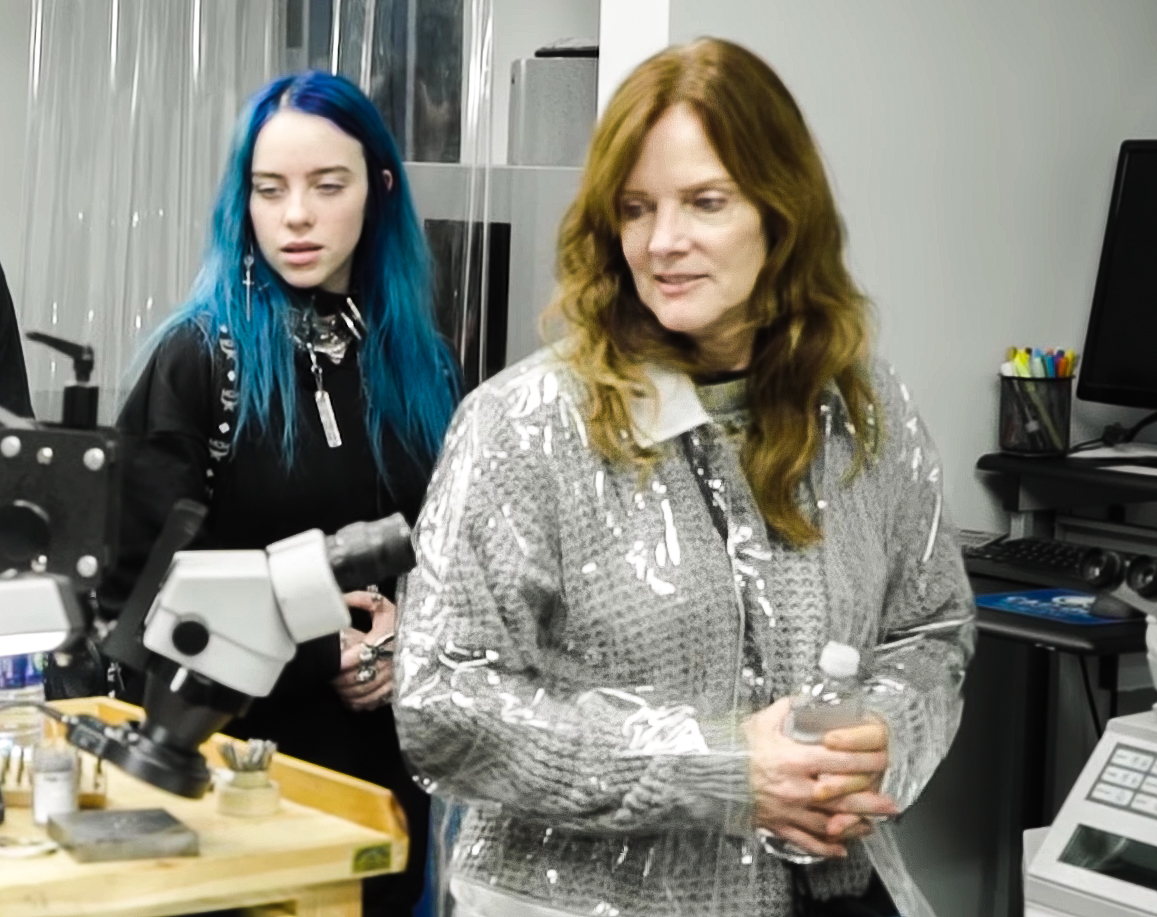
Мэгги Бэрд с дочерью Билли Айлиш в ноябре 2018 года

В 2019 году Бэрд присоединилась к своим детям в международном туре «When We All Fall Asleep Tour».
По состоянию на январь 2020 года, Бэрд и её семья проживают в Хайленд-Парке, Лос-Анджелес.

## Избранная фильмография
| Год  |   | Русское название    | Оригинальное название | Роль       |
| ---- | - | ------------------- | --------------------- | ---------- |
| 2005 | с | Клиент всегда мёртв | Six Feet Under        | Андреа Кун |